# Pampagrande
Pampagrande (Pampa Grande)– miasto w Boliwii, w departamencie Santa Cruz, w prowincji Florida.